# Шиподзьоб золотомушковий
Шиподзьоб золотомушковий (Acanthiza reguloides) — вид горобцеподібних птахів родини шиподзьобових (Acanthizidae). Ендемік Австралії.

## Опис
Довжина птаха становить 8-10 см. Спина темно-сіра або темно-сіро-коричнева, гузка і живіт жовтувато-коричневі.

## Поширення і екологія
Золотомушковий шиподзьоб є ендеміком Австралії. Він мешкає на сході континенту, на південь від Чінчілли і на схід від Кобара. Золотомушкові шиподзьоби живуть в лісах.

## Підвиди
Виділяють чотири підвиди:
- A. r. squamata De Vis, 1889 (північний схід Австралії);
- A. r. nesa (Mathews, 1920) (схід Австралії);
- A. r. reguloides Vigors & Horsfield, 1827 (південний схід Австралії);
- A. r. australis (North, 1904) (південь і південний схід Австралії).

## Поведінка
Золотомушкові шиподзьоби харчуються комахами, яких шукають на землі. Гнізда роблять на деревах, на висоті 1-2 метра над землею.